# Uslu
Uslu ist ein türkischer männlicher und weiblicher Vorname sowie Familienname mit der Bedeutung „vernünftig, artig, brav“.

## Namensträger

### Familienname
- Binnaz Uslu (* 1985), türkische Mittel- und Langstreckenläuferin
- Mehmet Uslu (* 1988), türkischer Fußballspieler
- Mustafa Murat Uslu (* 1992), türkischer Fußballspieler
- Özlem Uslu (* 2004), türkische Tennisspielerin